# محافظة فيراغواس
محافظة فيراغواس (بالإسبانية: Provincia de Veraguas)‏ هي محافظة في بنما، بلغ عدد سكانها 226,991 نسمة وذلك حسب إحصائيات سنة 2010، عاصمتها سانتياغو دي فيراغواس، تبلغ مساحتها 10,587.5 كيلومتر مربع.